# Sorendiweri
Sorendiweri – miasto w Indonezji w prowincji Papua. Jest ośrodkiem administracyjnym kabupatenu Supiori.